# ЮС Хостерт
ЮС Хостерт (на френски: Union Sportive Hostert) е футболен клуб от столицата Люксембург, Люксембург. Основан е през 1946 година. Състезава се в Националната дивизия на Люксембург (най-висшето ниво на футбола в Люксембург). Играе срещите си на „Стад Жо Бекер“ в Люксембург с капацитет 1500 зрители.

## Успехи
- Национална дивизия на Люксембург:
  - 8-о място (1): 2017/18
- Купа на Люксембург:
  -  Финалист (1): 2017/18